# د کد (ترانه)
«د کد» (به انگلیسی: The Code) تک‌آهنگی از هنرمند اهل سوئیس نیمو است که در ۲۹ فوریه ۲۰۲۴ منتشر شد.
در مسابقه یوروویژن ۲۰۲۴ که به میزبانی شهر مالمو در سوئد برگزار شد، نیمو به عنوان نماینده سوئیس با این ترانه مقام نخست را برای کشورش به ارمغان آورد.